# Relógio de São Pedro
O Relógio de São Pedro é um monumento ao ar livre localizado em Salvador, capital do estado brasileiro da Bahia. Ele está localizado no Largo de São Pedro, ao lado do monumento ao Barão do Rio Branco, e onde se localizava a Igreja de São Pedro demolida em 1913 para a construção da Avenida Sete de Setembro promovida pelo então governador da Bahia J. J. Seabra. Fruto de iniciativa da Associação dos Empregados no Comércio da Bahia, foi inaugurado em 15 de novembro de 1916, dia da então recente Proclamação da República, já no governo estadual de Antonio Muniz de Aragão.
É composto por uma escultura em bronze feita pelo artista italiano radicado no Brasil Pasquale de Chirico, finalizada em Paris em 1914, e quatro relógios da marca Henri-Le Pante confeccionados em Paris. Trabalhado nas técnicas de fundição e pedra lavada, o material da base escultórica do relógio é ferro fundido e granito rosado. O monumento tem formato de poste de luz com um lampião adornado acima dos relógios, quatro figuras de Atlantes apoiando eles e, ao todo, são 6,50 metros de altura. O número quatro de um relógio aparece em uma versão pouco convencional do algarismo romano com o “I” quatro vezes (IIII) ao invés do símbolo comum formado pelas letras I + V (IV).
Situado em área comercial de Salvador, além de informar as horas, o monumento é um histórico ponto de referência. A antiga Igreja de São Pedro antes lá localizada era a igreja matriz da freguesia de São Pedro Velho Extramuros, subdivisão extinta de Salvador nomeada remetendo ao lado de fora da muralha que circundava a cidade-fortaleza. Apesar de extinta, São Pedro é uma área do Centro Antigo de Salvador popularmente tratada como um pequeno bairro.
Em 1999, um veículo (carro ou caminhão) colidiu com o monumento e motivou uma grande manutenção naquele ano, desde então a manutenção do relógio está a cargo do relojoeiro Wilson Ribeiro. No contexto de reforma da Avenida Sete pela Prefeitura Municipal de Salvador, o Relógio de São Pedro teve pontos de ferrugem retirados, sua mecânica reparada, sua pintura renovada e seus vidros trocados. A Fundação Gregório de Mattos (FGM), fundação pública municipal, foi responsável por essa recuperação, concluída em 3 de setembro de 2015.
Em 30 de abril de 2024, o monumento foi entregue após passar por restauração e automatização, feita pela Fundação Gregório de Mattos (FGM), através da Alma Arquitetura e Restauro.